# Джо Літчфілд
Джо Лі́тчфілд (англ. Joe Litchfield, 8 липня 1998) — британський плавець.
Чемпіон Європи з водних видів спорту 2020 року.